# سانتا ماريا ديل فال
بلدية سانتا ماريا ديل فال (بالإسبانية: Santa María del Val)‏، هي إحدى بلديات مقاطعة قونكة إحدى مقاطعات إسبانيا، و التي تقع في منطقة قشتالة لا منتشا وسط البلاد, و المائلة لجهة الشرق من إسبانيا.
يبلغ عدد سكانها 97 نسمة وفقاً لإحصائية سنة (2007).